# Hans-Ulrich von Schweinitz
Hans-Ulrich von Schweinitz fue un diplomático alemán.
- En 1933 se incorporó al Partido Nacionalsocialista Obrero Alemán.
- En 1934 se incorporó al servicio exterior.
- En 1936 pasó el examen diplomático-consular.
- De 1936 al 27 de agosto de 1942 fue empleado en Berlín, Ámsterdam, Kabul, Katowice y Praga.
- Del 27 de agosto de 1942 a 1944 fue cónsul adjunto en Alejandreta.[1]
- De 1946 a 1950 fue empleado en el sector privado.
- De 1950 a 1952 fue empleado en el Ministerio Federal de Economía.
- De 1953 a 1955 director de la Secretaría del Consejo de Ministros de la Comunidad Europea del Carbón y del Acero en Luxemburgo.
- El 01 de julio de 1955 entró al servicio del Exterior en Bonn.
- De 1956 a principios de octubre de 1958 fue embajador adjunto en Manila.
- De principios de octubre de 1958 a marzo de 1962 fue director de la Unidad comerció.
- En noviembre de 1959 fue designado consejero de legación conferenciante de primera clase.
- De marzo de 1962 al 6 de abril de 1967 fue embajador en Bangkok.
- Del 6 de abril de 1967 a 1970 fue embajador en Nairobi.[2]

## Obra
- 1930: Der Schutz der nationalen Minderheiten als Aufgabe des Völkerbundes aus den Friedensverträgen. Breslau.
- 1933: con Julius O. Reichenheim Luftverkehr und Staat. Die Organisation der Handelsluftfahrt in sämtlichen Ländern, Berlín 1933, Hrsg. von der Zentralstelle für Außenhandel, Berlín